# یومیکو شاکو
یومیکو شاکو (انگلیسی: Yumiko Shaku؛ زادهٔ ۱۲ ژوئن ۱۹۷۸) بازیگر، مدل، و صداپیشه اهل ژاپن است. وی از سال ۱۹۹۷ میلادی تاکنون مشغول فعالیت بوده‌است.